# FK Austria Viena
El FK Austria Viena (en alemán: Fußballklub Austria Wien) es un club de fútbol situado en Viena, la capital de Austria. Juega en la Bundesliga austriaca, máxima categoría del país.
El club se creó el 29 de octubre de 1910 como Wiener Amateur Sportvereinigung, una asociación polideportiva de carácter aficionado impulsada por antiguos miembros del Vienna Cricket and Football Club. Sin embargo, su fecha de fundación oficial es el 15 de marzo de 1911, cuando fueron admitidos en la Federación Austríaca de Fútbol. La entidad se profesionalizó en 1926, año en que también se cambió la denominación por la actual.
El Austria Viena es uno de los clubes más laureados de su país con 24 ligas nacionales, 27 títulos de copa y seis supercopas. A nivel internacional, ganó dos Copas Mitropa y fue finalista en la Recopa de Europa de la temporada 1977-78. En sus filas han jugado más de cien futbolistas internacionales por la selección de Austria, entre los que destaca el delantero Matthias Sindelar, considerado el mejor futbolista austríaco de todos los tiempos.
El morado y el blanco son los colores tradicionales del club, que se reflejan tanto en su escudo como en su uniforme. El club disputa sus partidos como local en el Estadio Franz Horr y su rival histórico es el Rapid Viena, con el que disputa el Derbi de Viena.

## Historia

### Creación del Austria Viena
El 29 de octubre de 1910 nació el "Wiener Amateur Sportvereinigung", un equipo de carácter aficionado fundado por antiguos miembros del Vienna Cricket and Football Club, del que se marcharon por discrepancias con la directiva. La nueva entidad solicitó su ingreso en la Federación Austríaca de Fútbol el 16 de noviembre de 1910 pero se retrasó hasta el 15 de marzo de 1911. Llegó justo a tiempo para debutar en la primera edición de la liga de fútbol de Austria en la temporada 1911-12. Su primer entrenador fue el inglés Jimmy Hogan, uno de los pioneros en desarrollar el fútbol en Europa Central. Después llegó al banquillo Hugo Meisl, que más tarde desatacaría como seleccionador austriaco.
Al término de la Primera Guerra Mundial, el Wiener Amateur se confirmó como uno de los clubes más fuertes del fútbol nacional. En 1921 ganó el primer título de su historia, la Copa de Austria, tras derrotar en la final al Wiener Sport-Club por 2:1, y años después consiguió sus dos primeras ligas austriacas en las temporadas de 1923-24 y 1925-26. Después de formar una plantilla con una importante presencia de internacionales del país, se optó por la profesionalización y el 18 de noviembre de 1926 se cambió el nombre a "Fußballklub Austria". Y a pesar de que sufrió problemas financieros durante la crisis económica de finales de la década, mantuvo el nivel competitivo en los torneos domésticos.
El equipo confió su suerte a una joven generación de futbolistas formada por el defensa Walter Nausch, el centrocampista Hans Mock y el delantero Matthias Sindelar, que se convirtieron en la columna vertebral de la selección de fútbol de Austria (apodada Wunderteam) dirigida por Hugo Meisl en la década de 1930. El cuadro violeta se caracterizó por un estilo de juego habilidoso y directo con el que ganó tres Copas de Austria en 1933, 1935 y 1936. En ese periodo también obtuvo fama internacional gracias a la Copa Mitropa, torneo que enfrentaba a clubes de Europa Central y que consiguió en dos ocasiones. La primera fue en 1933, tras batir en la final al Inter de Milán de Giuseppe Meazza por 3:1, mientras que la segunda fue en 1936 frente al Ferencváros.
La progresión de esa generación se vio frenada por la anexión del país a la Alemania nazi y la consecuente incorporación al sistema de ligas germano (Gauliga). El equipo perdió a más de la mitad de su plantilla y a casi toda su directiva por dos razones: por un lado, el reclutamiento forzoso de jugadores en el ejército, y por el otro la expulsión de todos los judíos de la entidad, entre los que se encontraba el presidente Michl Schwarz, que se exilió en Suiza. Aunque el club compitió al comienzo de la temporada 1938-39 como Sportklub Ostmark por obligación de las autoridades, consiguió meses después que se restableciera su nombre original. Sus actuaciones en Gauliga no fueron demasiado buenas y a pesar de mantenerse siempre en la máxima categoría, su mejor puesto hasta 1945 fue solo una quinta plaza. En enero de 1939, el delantero Matthias Sindelar murió en extrañas circunstancias, poco antes de que se negara a jugar con los alemanes. Y durante el conflicto perdieron la vida los internacionales Karl Gall y Franz Riegler.

### Dominio del fútbol austriaco

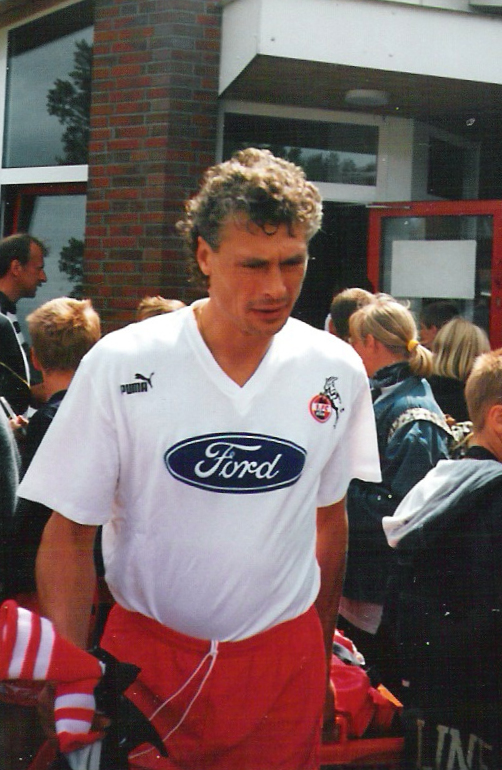
Polster fue Bota de Oro en 1987.

Tras finalizar la guerra, el Austria Viena volvió a la normalidad; su presidente Michl Schwarz regresó al cargo y se pudo reconstruir la plantilla con futbolistas experimentados como Ernst Stojaspal, que se convirtió en el máximo goleador de la historia de la entidad con 218 goles en nueve años. El club vienés logró un doblete de liga y copa en la temporada 1948-49. Aunque mantuvo el nivel en ediciones posteriores, con dos ligas en 1950 y 1953, no volvió a dominar a nivel nacional hasta la década de 1960. La situación cambió cuando el exjugador Joschi Walter entró en la directiva en 1959 y asumió un importante papel para desarrollar la entidad. Con la llegada de estrellas como Horst Nemec, Ernst Fiala, Karl Stotz y Ernst Ocwirk, el equipo morado ganó tres ligas seguidas entre 1960-61 y 1962-63. Más tarde, Ocwirk asumió el banquillo y lideró una nueva era de títulos con dos ligas consecutivas en las temporadas de 1968-69 y 1969-70.
Después de un nuevo relevo generacional a comienzos de la década de 1970, el Austria Viena comenzó a destacar también en las competiciones internacionales. Construyó una plantilla muy competitiva gracias a una buena combinación de cantera y búsqueda de talentos en las categorías inferiores, de la que destacaron nombres como el defensor Robert Sara, que permaneció veintiún temporadas desde su debut en 1965; los mediocentros Herbert Prohaska y Felix Gasselich; el guardameta Friedrich Koncilia, el líbero Erich Obermayer y los delanteros Hans Pirkner y Thomas Parits. A ello hay que sumar la contratación de los primeros extranjeros, con los uruguayos Julio César Morales y Alberto Martínez Píriz. Desde 1975 hasta 1986, el club ganó ocho ligas y cuatro copas de Austria. En el panorama continental, los vieneses llegaron a la final de la Recopa de Europa de la temporada 1977-78 que perdieron contra el Anderlecht, y un año después alcanzaron las semifinales de la Copa de Campeones de Europa 1978-79, donde fueron eliminados por el Malmö F. F.
Durante los años 1980 el Austria Viena, ya conocido como Austria Memphis por razones de patrocinio, mantuvo un buen papel en los torneos nacionales e internacionales. En la Recopa de 1982-83 llegó hasta las semifinales para ser eliminado por el Real Madrid, con el que empató en casa (2:2) pero perdió por 1:3 en la vuelta. En el año 1983-84 alcanzó los cuartos de final de la Copa de la UEFA y cayó derrotado por el Tottenham Hotspur, mientras que en la campaña 1984-85 disputó la Copa de Campeones de Europa y llegó hasta cuartos de final, donde perdió contra el Liverpool F. C. En esa era destacaron los nombres de Herbert Prohaska, Gerhard Steinkogler y dos delanteros: Anton Polster y el húngaro Tibor Nyilasi. En el caso de Polster, fue tres veces máximo goleador de la Bundesliga austríaca e incluso ganó la Bota de Oro en 1987, con 39 tantos.
La buena racha deportiva de los vieneses continuó a comienzos de la década de 1990, en la que consiguieron tres títulos de liga consecutivos (1990-91, 1991-92 y 1992-93), tres copas de Austria (1990, 1992 y 1994) y cuatro supercopas seguidas desde 1991 hasta 1994. Aunque se traspasó a Steinkogler o Polster y las actuaciones internacionales habían empeorado, se siguió con el nivel competitivo gracias a futbolistas como el defensa Anton Pfeffer, el centrocampista Peter Stöger, los lituanos Arminas Narbekovas y Valdas Ivanauskas, y el delantero argentino José Percudani.

### Reconstrucción y situación actual

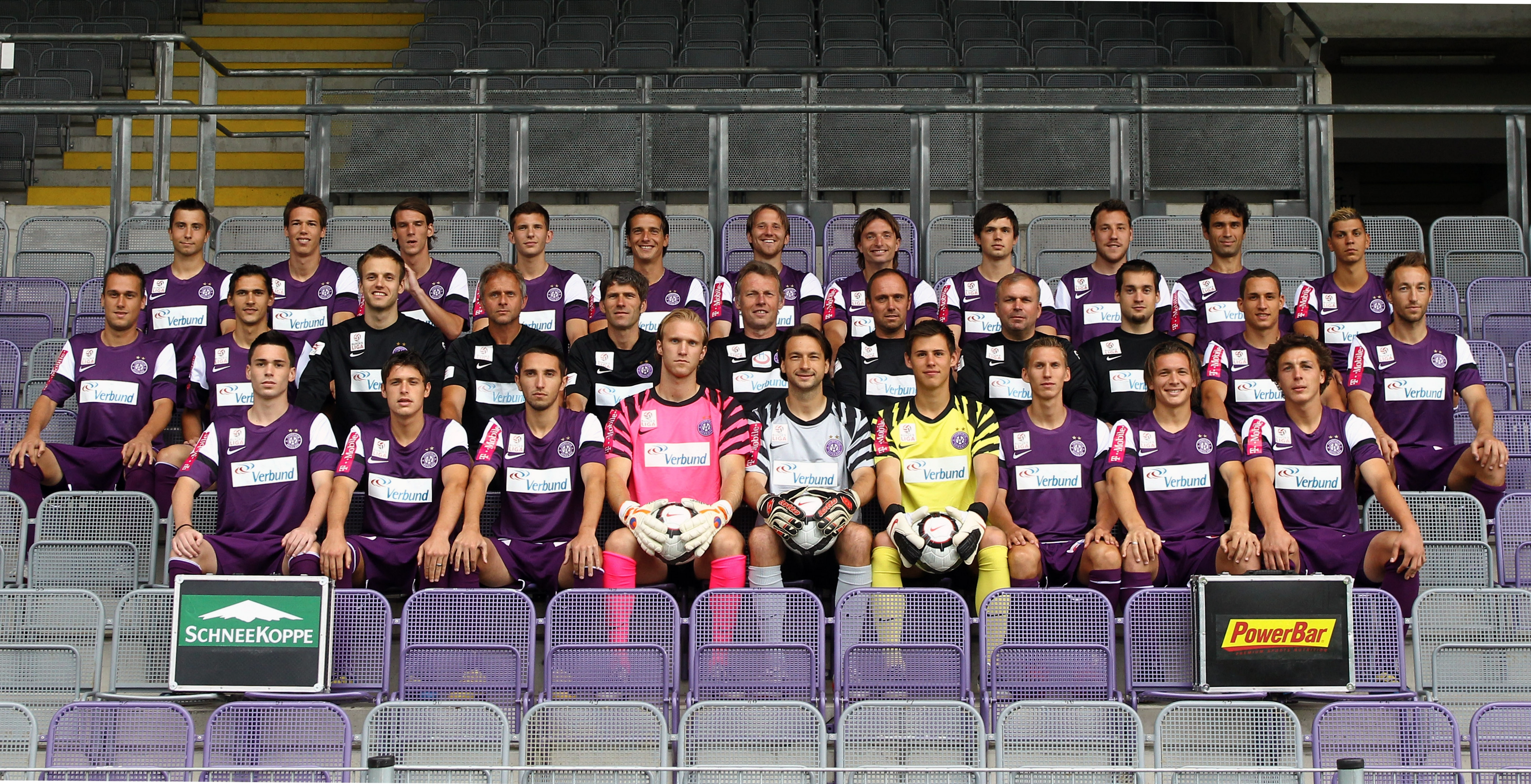
Equipo de la temporada 2010–2011.

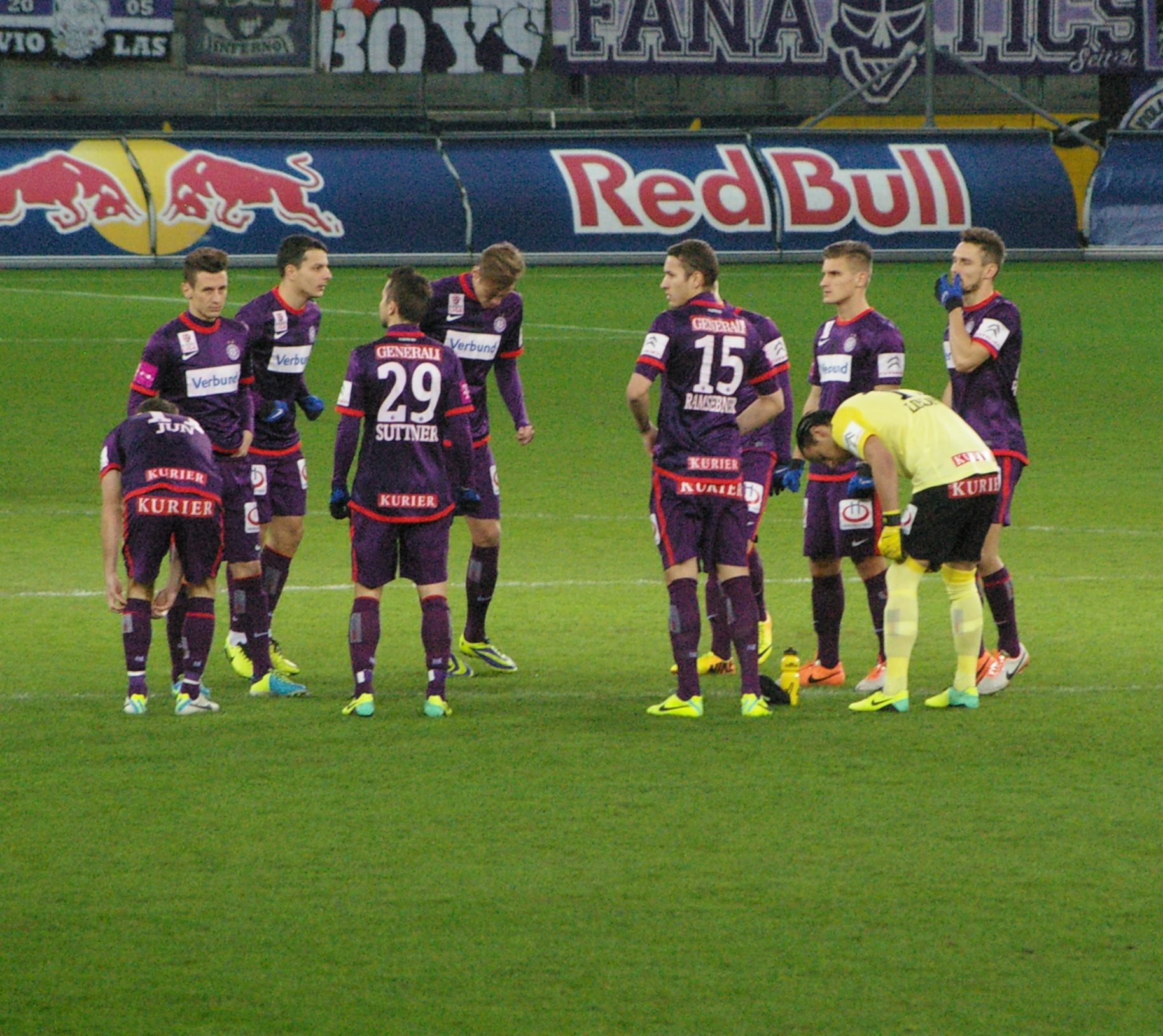
El Austria Viena ante el Red Bull Salzburg en diciembre de 2013.

Tras ganar la copa nacional en 1994, el Austria Viena tuvo problemas financieros y se vio obligado a vender a sus mejores jugadores, por lo que no ganó ningún título importante durante los siguientes años. En 1999 se anunció que el multimillonario Franz Stronach, fundador de la empresa Magna International, se había hecho con el club. El nuevo propietario invirtió mucho dinero para recuperar los éxitos de épocas anteriores. Además, cambió el nombre de la entidad a "FK Austria Memphis Magna". Sin embargo, este gasto no se vio recompensado con títulos y se produjeron múltiples salidas y llegadas en la plantilla hasta que se dio con la clave vencedora.
El club volvió a ganar un título en la temporada 2002-03, con una liga y una copa. Los éxitos se repitieron en 2004-05 gracias a un buen papel en la Copa de la UEFA, en la que llegaron hasta cuartos de final, y en la campaña 2005-06 con un nuevo doblete y las actuaciones destacadas de una plantilla protagonizada por el delantero Roland Linz y una notable presencia de extranjeros: los eslovacos Vladimír Janočko y Filip Šebo, el noruego Sigurd Rushfeldt, el francés Jocelyn Blanchard, el checo Libor Sionko y el australiano Joey Didulica. Pero la situación interna de la entidad continuaba siendo inestable, y las relaciones entre la junta directiva y el propietario empeoraron. El 25 de noviembre de 2005, Franz Stronach anunció su salida del Austria Viena.
El recorte presupuestario afectó mucho al rendimiento del club en la liga, aunque continuó fuerte en la Copa de Austria con dos nuevos títulos en 2007 y 2009. Stronach ya no controlaba el club pero mantuvo su apoyo hasta que pudo comprar un nuevo equipo, el S. C. Wiener Neustadt, para el que contrató a jugadores y técnicos clave del conjunto morado. El 1 de julio de 2008 se anunció la recuperación del nombre "Fußballklub Austria Wien".
El Austria Viena volvió a ganar la Bundesliga austríaca en la temporada 2012-13, con Peter Stöger en su regreso al banquillo. Alexander Gorgon y Tomáš Jun fueron los máximos goleadores con 10 tantos cada uno.

## Escudo
El símbolo distintivo del Austria Viena es un escudo redondo, de color morado y blanco, que está compuesto por dos partes. En el interior se recoge el logitipo original del equipo desde 1926, con las siglas F. K. A. en morado sobre fondo blanco. La esfera está rodeada por un círculo morado con la siguiente inscripción en mayúscula y color blanco: "Fussballklub" en la parte superior, "Austria Wien" en la inferior, y "1911" en los laterales, reflejando la fecha de fundación original.
En la época que el conjunto fue conocido como "Wiener Amateur Sportvereinigung" se usó un escudo con borde redondeado. En su interior recogía las siglas W. A. S. en blanco sobre un fondo morado.
El escudo ha variado en función del patrocinio. Desde finales de los años 1970 hasta la década de 2000, la empresa de cigarrillos Memphis se convirtió en sponsor y eso también se reflejó en la imagen, pues se diseñó un nuevo distintivo con la marca: el nombre "Austria Memphis", con la tipografía característica de la empresa, sobre un triángulo con trece estrellas en representación de Hietzing, el decimotercer distrito de Viena y origen de la entidad. Con la compra del club por parte de Magna Internacional, se optó por el diseño actual con el nombre de la nueva empresa propietaria en la parte inferior, separada del estandarte original.

## Uniforme
- Uniforme titular: Camisa morada, pantalón blanco y medias moradas.
- Uniforme visitante: Camisa blanca con detalles morados, pantalón morado y medias blancas.
- Uniforme alternativo: Camisa roja, pantalón rojo y medias rojas.

El patrocinador principal es la compañía eléctrica Verbund, presente en la parte delantera, mientras que la marca de la equipación es Nike.
El morado y blanco son los colores distintivos e históricos del Austria Viena y siempre los ha utilizado en su primer uniforme, con variaciones según el diseño.
| 2004-06 | 2006-08 | 2008-10 | 2010-12 | 2012-13 | 2014-15 | 2016-17 | 2018-19 | 2020-21 |

## Estadio

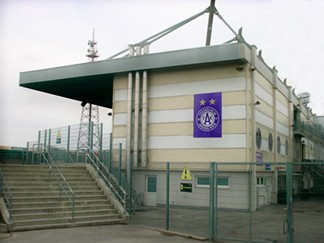
Tribuna del Estadio Franz Horr.

El estadio local del Austria Viena es el Estadio Franz Horr, conocido por razones de patrocinio como Generali Arena. Está situado en el distrito de Favoriten, al sur de la capital. Su aforo es de 13.500 espectadores, las medidas del terreno de juego son 105 por 68 metros y tiene césped natural.
Se inauguró el 30 de agosto de 1925 y en principio fue el estadio del Slovan Viena, equipo representativo de la minoría checa. Su primer nombre fue České srdce ("corazón checo"). En la inauguración se jugó un partido contra el Hertha Viena, que terminó con victoria local por 1:0.
Los partidos internacionales y el Derbi de Viena se disputan en el Estadio Ernst Happel por razones de aforo y seguridad.

## Derbi de Viena

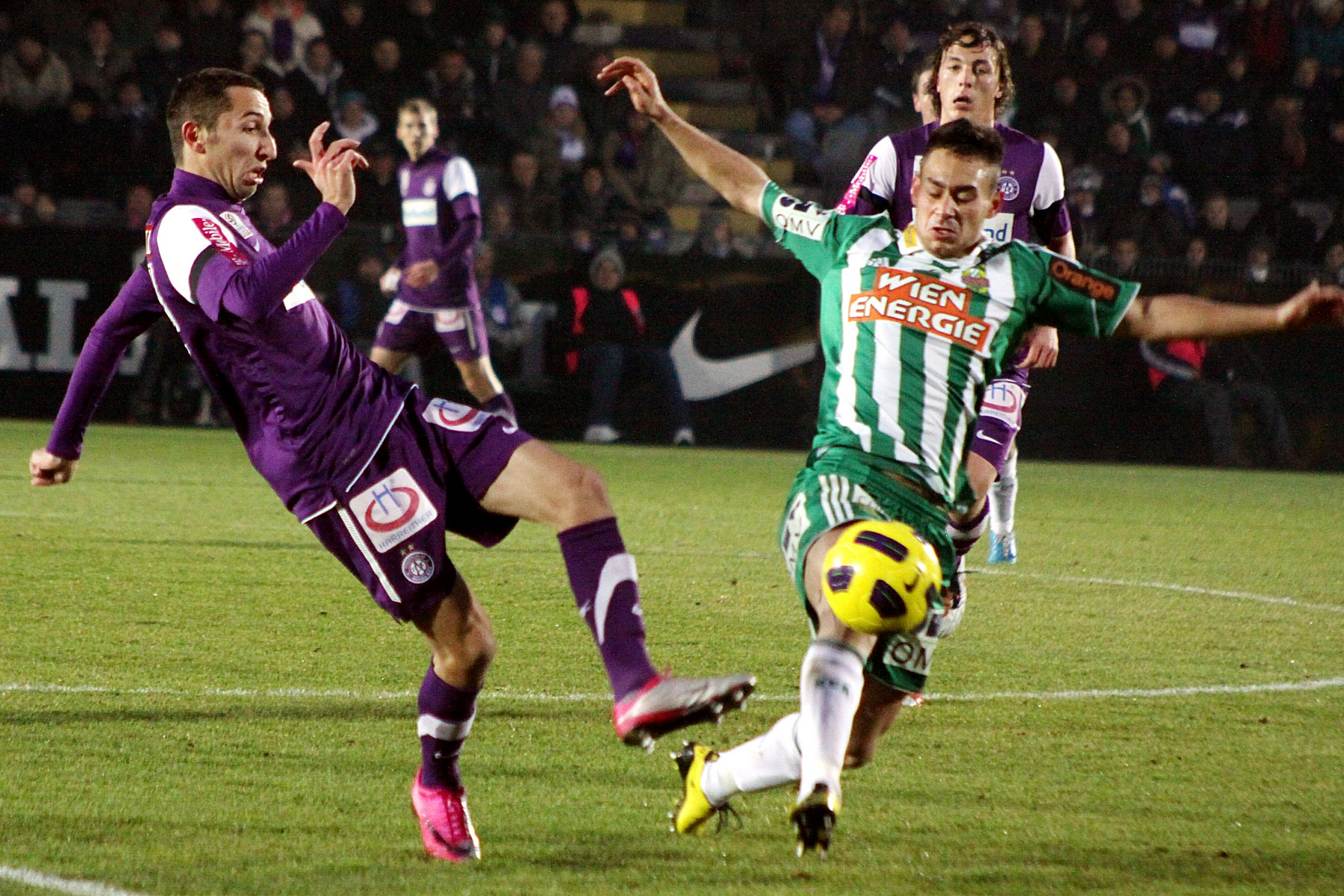
Lance de un Derbi de Viena entre Rapid y Austria.

El Austria Viena disputa el llamado «Derbi de Viena» (en alemán, Wiener Derby) ante el S. K. Rapid Viena. En el panorama austríaco son los dos clubes con más títulos, participaciones internacionales y masa social. Además, siempre han jugado en la máxima categoría desde la creación de la Bundesliga en la temporada 1911-12. Después del Old Firm de Glasgow, es el derbi que más veces se ha disputado en Europa.
Ambos equipos comparten origen al fundarse en el distrito vienés de Hietzing, pero actualmente están ubicados en barrios distintos: el Rapid se encuentra en el noroeste de la ciudad y el Austria está en el sur. También hay diferencias por los orígenes: Mientras el Rapid Viena fue un club fundado por trabajadores, el Austria Viena fue visto en sus primeros años como un club burgués por ser una escisión del más elitista Vienna Cricket and Football Club. Si bien la ciudad ha tenido otros equipos poderosos años atrás, como el Sportklub Admira, el duelo entre Rapid y Austria se ha mantenido con el paso del tiempo.
El primer juego se disputó el 8 de septiembre de 1911 y se saldó con una victoria del Rapid por 1:4.

## Jugadores

### Organigrama técnico
El entrenador del Austria Viena es el croata Nenad Bjelica, en el cargo desde junio de 2013, con el austríaco Rene Poms como técnico asistente.
El cargo más importante en el organigrama técnico es la dirección deportiva, ocupada por Thomas Parits. Se encarga de supervisar el trabajo de los entrenadores, las contrataciones y la planificación deportiva de todas las categorías.
El Austria Viena ha tenido un total de setenta y dos entrenadores a lo largo de su historia. El primer entrenador oficial fue el inglés Jimmy Hogan en 1911 y un año después llegó Hugo Meisl (1912 a 1914), que después fue el seleccionador que llevó a Austria a las semifinales del Mundial de Italia 1934. Si bien ha habido gente que ha permanecido largas etapas al frente, como Heinrich Müller (1946 a 1954) o Ernst Ocwirk (1964 a 1971), el banquillo del club vienés se ha caracterizado últimamente por su inestabilidad; en la década del 2000 llegaron a pasar por él hasta catorce técnicos distintos.

### Presidencia
Desde el primer presidente oficial del club, Erwin Müller (1910 a 1913), el Austria Viena ha contado con un total de veintitrés presidentes.
El alto cargo actual es Wolfgang Katzian, en el cargo desde 2007. Katzian es un sindicalista que compagina este puesto con la dirección del mayor sindicato de trabajadores de Austria, la GPA-DJP.

### Categorías inferiores
El segundo equipo del Austria Viena es su filial, el F. K. Austria Viena II (también conocido como Austria Amateure). Juega en la tercera categoría nacional, las Ligas Regionales de Austria (Regionalligen), encuadrado en el grupo oeste. Al estar vinculado al primer equipo no puede subir a las categorías profesionales. Su entrenador es Herbert Gager, asistido por el exjugador Robert Sara.
La entidad cuenta con una amplia red de equipos juveniles, conocida como Austria Wien Akademie, que contempla clubes en todas las divisiones inferiores nacionales, así como dos campamentos para descubrir jóvenes promesas: uno de 7 a 14 años (Júnior) y otro de 15 a 18 (Prémium).

## Jugadores históricos

### Capitanes honorarios

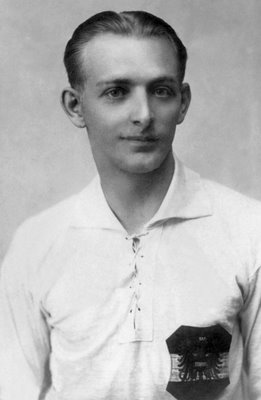
Matthias Sindelar fue apodado "el Mozart del balón".

La mayor distinción del Austria Viena es la capitanía honoraria. Se otorga a los jugadores que han marcado un antes y un después en su paso por el club, teniendo en cuenta su trayectoria y años al frente.
- Ludwig Hussak (1911 a 1914): Procedente del Vienna Cricket and Football-Club, en el que jugó desde 1901 hasta 1910, fue uno de los miembros fundadores del actual Austria Viena y su primer capitán. Se desempeñaba como delantero. A nivel internacional fue capitán de la selección austríaca y participó en los Juegos Olímpicos de Estocolmo 1912.

- Walter Nausch (1929 a 1938): Junto con Sindelar, formó parte de la columna vertebral de la selección de fútbol de Austria en la década de 1930 y fue capitán del Wunderteam. Como su esposa era judía, se vio obligado a exiliarse a Suiza durante la invasión nazi. Al finalizar la Segunda Guerra Mundial regresó a su país y fue el seleccionador que logró el tercer puesto en la Copa Mundial de 1954.

- Ernst Fiala (1959 a 1975): Formó parte de las categorías inferiores desde los 13 años y debutó en el primer equipo con 19. En sus veintidós temporadas al frente se caracterizó por ser un delantero goleador que se mantuvo en todas las etapas. Ganó cinco ligas y seis copas.

- Herbert Prohaska (1972 a 1980 - 1983 a 1989): Fue símbolo de una de las mejores etapas del Austria Viena pues, además de ganar siete ligas y cuatro copas, fue la estrella del equipo en las fases finales de las competiciones europeas. En 1980 fue traspasado al Inter de Milán y después recaló en la A. S. Roma, pero regresó a la entidad morada en 1983. Tras retirarse, fue técnico entre 1990 y 1992. En 2003 fue elegido "jugador de oro" de los últimos cincuenta años por la Federación Austríaca de Fútbol.

- Robert Sara (1964 a 1984): Debutó en 1964 y mantuvo la titularidad en la defensa hasta 1984, convirtiéndose en el jugador que más veces ha vestido la camiseta morada con 561 convocatorias, superando a Erich Obermayer (543) y Herbert Prohaska (457). Fue capitán en la final de la Recopa de 1978. Tras retirarse, se ha mantenido vinculado a la entidad como asistente y entrenador en las distintas categorías.

Aunque no se le mencione como capitán, el equipo siempre ha destacado la figura de Matthias Sindelar (1924 a 1939) como uno de sus mayores iconos. Llegó al club procedente del Hertha Viena en 1924 y permaneció en la entidad hasta su prematura muerte en 1939. Como delantero se caracterizó por su técnica, control del balón y definición, lo que le convirtió en uno de los deportistas nacionales más importantes del siglo XX. Por otro lado, fue un símbolo del país durante la Segunda Guerra Mundial por su negativa a jugar con los alemanes tras la anexión de Austria.

### Once inicial de la historia
En el noventa aniversario, los socios votaron una alineación con los mejores jugadores que han pasado por la entidad:
| Posición | Futbolista         | Etapa                    |
| -------- | ------------------ | ------------------------ |
| POR      | Friedrich Koncilia | 1980 a 1985              |
| DEF      | Robert Sara        | 1964 a 1984              |
| DEF      | Karl Stotz         | 1951 a 1963              |
| DEF      | Erich Obermayer    | 1971 a 1989              |
| MED      | Walter Nausch      | 1923 a 1925; 1929 a 1938 |
| MED      | Herbert Prohaska   | 1972 a 1980; 1983 a 1989 |
| MED      | Ernst Ocwirk       | 1947 a 1956; 1961 a 1963 |
| MED      | Ernst Stojaspal    | 1944 a 1954              |
| DEL      | Horst Nemec        | 1958 a 1966              |
| DEL      | Matthias Sindelar  | 1924 a 1939              |
| DEL      | Toni Polster       | 1982 a 1987              |

## Datos del club

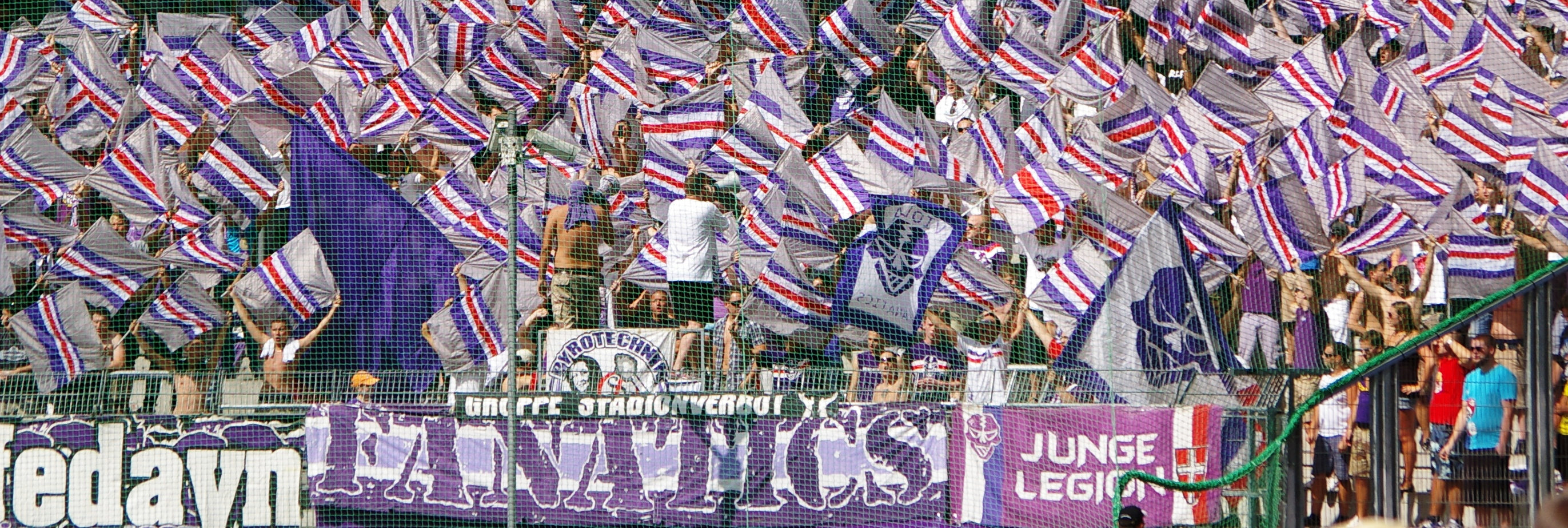
Seguidores del Austria Viena.

- Temporadas en Bundesliga de Austria: 105 (todas)

Mejor posición: 1.º (24 veces, la última en la temporada 2012-13)
Peor posición: 10.º (temporadas 1970-71 y 1972-73)
- Participaciones en la Copa de Europa / Liga de Campeones de la UEFA: 19

Mejor posición: Semifinales (1978-79)
Veces que ha llegado a la fase de grupos de la Liga de Campeones: 1
Mayor victoria en el torneo:  Valletta F. C. 0–4 Austria Viena (1984-85)
Mayor derrota en el torneo:  Arsenal F. C. 6–1 Austria Viena (1991-92)
- Participaciones en la Copa de la UEFA / Liga Europa de la UEFA: 18

Mejor posición: Semifinales (1983-84)
Veces que ha llegado a la fase de grupos de la Europa League: 3
Mayor victoria en el torneo: Austria Viena 10–0  Aris Bonnevoie (1983-84)
Mayor derrota en el torneo:  Beroe Stara Zagora 7–1 Austria Viena (1972-73)
- Participaciones en la Recopa de Europa de la UEFA: 8

Mejor posición: Subcampeón (1977-78)
Mayor victoria en el torneo: Austria Viena 4–2  Galatasaray S. K. (1982-83)
Mayor derrota en el torneo:  Wolverhampton Wanderers F. C. 5–0 Austria Viena (1960-61)

## Participación internacional en competiciones UEFA

#### Por competición
Nota: En negrita competiciones activas.
| Competición                                   | Temp. | PJ  | PG | PE | PP  | GF  | GC  | Dif. | Puntos | Títulos | Subtítulos |
| --------------------------------------------- | ----- | --- | -- | -- | --- | --- | --- | ---- | ------ | ------- | ---------- |
| Copa de Europa / Liga de Campeones de la UEFA | 19    | 73  | 25 | 16 | 32  | 100 | 110 | -10  | 91     | –       | –          |
| Copa de la UEFA / Liga Europea de la UEFA     | 19    | 119 | 45 | 31 | 43  | 180 | 174 | +6   | 166    | –       | –          |
| Liga Europa Conferencia de la UEFA            | 2     | 4   | 1  | 1  | 2   | 7   | 10  | -1   | 1      | –       | –          |
| Recopa de Europa de la UEFA                   | 8     | 39  | 10 | 15 | 14  | 41  | 50  | -9   | 45     | –       | 1          |
| Copa Intertoto de la UEFA                     | 5     | 20  | 4  | 4  | 12  | 27  | 34  | -7   | 16     | –       | –          |
| Total                                         | 53    | 255 | 85 | 67 | 103 | 355 | 376 | -21  | 319    | 0       | 1          |

### Partidos
| Competicion UEFA | Competicion UEFA              | Competicion UEFA   | Competicion UEFA         | Competicion UEFA | Competicion UEFA | Competicion UEFA |
| Temporada        | Torneo                        | Ronda              | Club                     | Casa             | Visita           | Global           |
| ---------------- | ----------------------------- | ------------------ | ------------------------ | ---------------- | ---------------- | ---------------- |
| 1960–61          | UEFA Cup Winners' Cup         | 1/4                | Wolverhampton Wanderers  | 2–0              | 0–5              | 2-5              |
| 1961–62          | UEFA Champions League         | 1                  | Steaua București         | 2–0              | 0–0              | 2-0              |
| 1961–62          | UEFA Champions League         | 2                  | Benfica                  | 1–1              | 1–5              | 2-6              |
| 1962–63          | UEFA Champions League         | 1                  | HIFK                     | 5–3              | 2–0              | 7-3              |
| 1962–63          | UEFA Champions League         | 2                  | Stade Reims              | 3–2              | 0–5              | 3-7              |
| 1963–64          | UEFA Champions League         | 1                  | Górnik Zabrze            | 1–0, (1–2)       | 0–1              | 1-1              |
| 1967–68          | UEFA Cup Winners' Cup         | 1                  | Steaua București         | 0–2              | 1–2              | 1-4              |
| 1969–70          | UEFA Champions League         | 1                  | Dynamo Kiev              | 1–2              | 1–3              | 2-5              |
| 1970–71          | UEFA Champions League         | Clasificatoria     | Levski Sofia             | 3–0              | 1–3              | 4-3              |
| 1970–71          | UEFA Champions League         | 1                  | Atlético Madrid          | 1–2              | 0–2              | 1-4              |
| 1971–72          | UEFA Cup Winners' Cup         | Clasificatoria     | B 1909                   | 2–0              | 2–4              | 4-4              |
| 1971–72          | UEFA Cup Winners' Cup         | 1                  | Dinamo Tirana            | 1–0              | 1–1              | 2-1              |
| 1971–72          | UEFA Cup Winners' Cup         | 2                  | Torino                   | 0–0              | 0–1              | 0-1              |
| 1972–73          | UEFA Cup                      | 1                  | Beroe Stara Zagora       | 1–3              | 0–7              | 1-10             |
| 1974–75          | UEFA Cup Winners' Cup         | 1                  | Waregem                  | 4–1              | 1–2              | 5-3              |
| 1974–75          | UEFA Cup Winners' Cup         | 2                  | Real Madrid              | 2–2              | 0–3              | 2-5              |
| 1976–77          | UEFA Champions League         | 1                  | Borussia Mönchengladbach | 1–0              | 0–3              | 1-3              |
| 1977–78          | UEFA Cup Winners' Cup         | 1                  | Cardiff City             | 1–0              | 0–0              | 1-0              |
| 1977–78          | UEFA Cup Winners' Cup         | 2                  | MFK Košice               | 0–0              | 1–1              | 1-1              |
| 1977–78          | UEFA Cup Winners' Cup         | 1/4                | Hajduk Split             | 1–1              | 1–1 (p 3-0)      | 2-2              |
| 1977–78          | UEFA Cup Winners' Cup         | Semifinales        | Dynamo Moscow            | 2–1 (p 5-4)      | 1–2              | 3-3              |
| 1977–78          | UEFA Cup Winners' Cup         | Final              | Anderlecht               |                  | 0–4              |                  |
| 1978–79          | UEFA Champions League         | 1                  | Vllaznia Shköder         | 4–1              | 0–2              | 4-3              |
| 1978–79          | UEFA Champions League         | 2                  | Lillestrøm               | 4–1              | 0–0              | 4-1              |
| 1978–79          | UEFA Champions League         | 1/4                | Dinamo Dresde            | 3–1              | 0–1              | 3-2              |
| 1978–79          | UEFA Champions League         | Semifinales        | Malmö FF                 | 0–0              | 0–1              | 0-1              |
| 1979–80          | UEFA Champions League         | 1                  | Vejle                    | 1–1              | 2–3              | 3-4              |
| 1980–81          | UEFA Champions League         | 1                  | Aberdeen                 | 0–0              | 0–1              | 0-1              |
| 1981–82          | UEFA Champions League         | 1                  | Partizani                | 3–1              | 0–1              | 3-2              |
| 1981–82          | UEFA Champions League         | 2                  | Dynamo Kiev              | 0–1              | 1–1              | 1-2              |
| 1982–83          | UEFA Cup Winners' Cup         | 1                  | Panathinaikos            | 2–0              | 1–2              | 3-2              |
| 1982–83          | UEFA Cup Winners' Cup         | 2                  | Galatasaray              | 0–1              | 4–2              | 4-3              |
| 1982–83          | UEFA Cup Winners' Cup         | 1/4                | Barcelona                | 0–0              | 1–1              | 1-1              |
| 1982–83          | UEFA Cup Winners' Cup         | Semifinales        | Real Madrid              | 2–2              | 1–3              | 3-5              |
| 1983–84          | UEFA Cup                      | 1                  | Aris Bonnevoie           | 10–0             | 5–0              | 15-0             |
| 1983–84          | UEFA Cup                      | 2                  | Stade Lavallois          | 2–0              | 3–3              | 5-3              |
| 1983–84          | UEFA Cup                      | 3                  | Internazionale           | 2–1              | 1–1              | 3-2              |
| 1983–84          | UEFA Cup                      | 1/4                | Tottenham Hotspur        | 2–2              | 0–2              | 2-4              |
| 1984–85          | UEFA Champions League         | 1                  | Valletta                 | 4–0              | 4–0              | 8-0              |
| 1984–85          | UEFA Champions League         | 2                  | Dynamo Berlin            | 2–1              | 3–3              | 5-4              |
| 1984–85          | UEFA Champions League         | 1/4                | Liverpool                | 1–1              | 1–4              | 2-5              |
| 1985–86          | UEFA Champions League         | 1                  | Dynamo Berlin            | 2–1              | 2–0              | 4-1              |
| 1985–86          | UEFA Champions League         | 2                  | Bayern Múnich            | 3–3              | 2–4              | 5-7              |
| 1986–87          | UEFA Champions League         | 1                  | Avenir Beggen            | 3–0              | 3–0              | 6-0              |
| 1986–87          | UEFA Champions League         | 2                  | Bayern Múnich            | 1–1              | 0–2              | 1-3              |
| 1987–88          | UEFA Cup                      | 1                  | Bayer Leverkusen         | 0–0              | 1–5              | 1-5              |
| 1988–89          | UEFA Cup                      | 1                  | Žalgiris                 | 5–2              | 0–2              | 5-4              |
| 1988–89          | UEFA Cup                      | 2                  | Hearts                   | 0–1              | 0–0              | 0-1              |
| 1989–90          | UEFA Cup                      | 1                  | Ajax                     | 1–0              | 3–0              | 4-0              |
| 1989–90          | UEFA Cup                      | 2                  | Werder Bremen            | 2–0              | 0–5              | 2-5              |
| 1990–91          | UEFA Cup Winners' Cup         | 1                  | Eintracht Schwerin       | 0–0              | 2–0              | 2-0              |
| 1990–91          | UEFA Cup Winners' Cup         | 2                  | Juventus                 | 0–4              | 0–4              | 0-8              |
| 1991–92          | UEFA Champions League         | 1                  | Arsenal                  | 1–0              | 1–6              | 2-6              |
| 1992–93          | UEFA Champions League         | 1                  | CSKA Sofia               | 3–1              | 2–3              | 5-4              |
| 1992–93          | UEFA Champions League         | 2                  | Club Brugge              | 3–1              | 0–2              | 3-3              |
| 1993–94          | UEFA Champions League         | 1                  | Rosenborg                | 4–1              | 1–3              | 5-4              |
| 1993–94          | UEFA Champions League         | 2                  | Barcelona                | 1–2              | 0–3              | 1-5              |
| 1994–95          | UEFA Cup Winners' Cup         | 1                  | Maribor                  | 3–0              | 1–1              | 4-1              |
| 1994–95          | UEFA Cup Winners' Cup         | 2                  | Chelsea                  | 1–1              | 0–0              | 1-1              |
| 1995–96          | UEFA Cup                      | Cllasificatoria    | Kapaz Ganja              | 5–1              | 4–0              | 9-1              |
| 1995–96          | UEFA Cup                      | 1                  | Dinamo Minsk             | 1–2              | 0–1              | 1-3              |
| 1996             | UEFA Intertoto Cup            | Grupo 3            | Maribor                  |                  | 0–3              |                  |
| 1996             | UEFA Intertoto Cup            | Grupo 3            | Keflavík                 | 6–0              |                  |                  |
| 1996             | UEFA Intertoto Cup            | Grupo 3            | Copenhague               |                  | 1–2              |                  |
| 1996             | UEFA Intertoto Cup            | Grupo 3            | Örebro                   | 2–3              |                  |                  |
| 1997             | UEFA Intertoto Cup            | Grupo 9            | MŠK Žilina               |                  | 1–3              |                  |
| 1997             | UEFA Intertoto Cup            | Grupo 9            | Rapid București          | 1–1              |                  |                  |
| 1997             | UEFA Intertoto Cup            | Grupo 9            | Lyon                     |                  | 0–2              |                  |
| 1997             | UEFA Intertoto Cup            | Grupo 9            | Odra Wodzisław           | 1–5              |                  |                  |
| 1998             | UEFA Intertoto Cup            | 1                  | Ruch Chorzów             | 0–1              | 2–2              | 2-3              |
| 1999             | UEFA Intertoto Cup            | 3                  | Sint-Truiden             | 1–2              | 2–0              | 3-2              |
| 1999             | UEFA Intertoto Cup            | 4                  | Rennes                   | 2–2              | 0–2              | 2-4              |
| 2000             | UEFA Intertoto Cup            | 2                  | Nea Salamina Famagusta   | 3–0              | 0–1              | 3-1              |
| 2000             | UEFA Intertoto Cup            | 3                  | Ceahlăul Piatra Neamț    | 3–0              | 2–2              | 5-2              |
| 2000             | UEFA Intertoto Cup            | 4                  | Udinese                  | 0–1              | 0–2              | 0-3              |
| 2002–03          | UEFA Cup                      | 1                  | Shakhtar Donetsk         | 5–1              | 0–1              | 5-2              |
| 2002–03          | UEFA Cup                      | 2                  | Porto                    | 0–1              | 0–2              | 0-3              |
| 2003–04          | UEFA Champions League         | 3.ª Clasificatoria | Marsella                 | 0–1              | 0–0              | 0-1              |
| 2003–04          | UEFA Cup                      | 1                  | Borussia Dortmund        | 1–2              | 0–1              | 1-3              |
| 2004–05          | UEFA Cup                      | 2.ª Clasificatoria | Illichivets Mariupol     | 3–0              | 0–0              | 3-0              |
| 2004–05          | UEFA Cup                      | 1                  | Legia Warsaw             | 1–0              | 3–1              | 4-1              |
| 2004–05          | UEFA Cup                      | Grupo C            | Real Zaragoza            | 1–0              |                  |                  |
| 2004–05          | UEFA Cup                      | Grupo C            | Dnipro Dnipropetrovsk    |                  | 0–1              |                  |
| 2004–05          | UEFA Cup                      | Grupo C            | Club Brugge              | 1–1              |                  |                  |
| 2004–05          | UEFA Cup                      | Grupo C            | Utrecht                  |                  | 2–1              |                  |
| 2004–05          | UEFA Cup                      | 3                  | Athletic Club            | 0–0              | 2–1              | 2-1              |
| 2004–05          | UEFA Cup                      | 4                  | Real Zaragoza            | 1–1              | 2–2              | 3-3              |
| 2004–05          | UEFA Cup                      | 1/4                | Parma                    | 1–1              | 0–0              | 1-1              |
| 2005–06          | UEFA Cup                      | 2.ª Clasificatoria | MŠK Žilina               | 2–2              | 2–1              | 4-3              |
| 2005–06          | UEFA Cup                      | 1                  | Viking                   | 2–1              | 0–1              | 2-2              |
| 2006–07          | UEFA Champions League         | 3.ª Clasificatoria | Benfica                  | 1–1              | 0–3              | 1-4              |
| 2006–07          | UEFA Cup                      | 1                  | Legia Warsaw             | 1–0              | 1–1              | 2-1              |
| 2006–07          | UEFA Cup                      | Grupo F            | Zulte-Waregem            | 1–4              |                  |                  |
| 2006–07          | UEFA Cup                      | Grupo F            | Ajax                     |                  | 0–3              |                  |
| 2006–07          | UEFA Cup                      | Grupo F            | Sparta Prague            | 0–1              |                  |                  |
| 2006–07          | UEFA Cup                      | Grupo F            | Espanyol                 |                  | 0–1              |                  |
| 2007–08          | UEFA Cup                      | 2.ª Clasificatoria | Jablonec                 | 4–3              | 1–1              | 5-4              |
| 2007–08          | UEFA Cup                      | 1                  | Vålerenga                | 2–0              | 2–2              | 4-2              |
| 2007–08          | UEFA Cup                      | Grupo H            | Bordeaux                 | 1–2              |                  |                  |
| 2007–08          | UEFA Cup                      | Grupo H            | Helsingborgs IF          |                  | 0–3              |                  |
| 2007–08          | UEFA Cup                      | Grupo H            | Panionios                | 0–1              |                  |                  |
| 2007–08          | UEFA Cup                      | Grupo H            | Galatasaray              |                  | 0–0              |                  |
| 2008–09          | UEFA Cup                      | 1.ª Clasificatoria | Tobol                    | 2–0              | 0–1              | 2-1              |
| 2008–09          | UEFA Cup                      | 2.ª Clasificatoria | WIT Georgia              | 2–0              | no se jugó       | 2-0              |
| 2008–09          | UEFA Cup                      | 1                  | Lech Poznań              | 2–1              | 2–4 (AET)        | 4-5              |
| 2009–10          | UEFA Europa League            | 3.ª Clasificatoria | Vojvodina                | 1–1              | 4–2              | 5-3              |
| 2009–10          | UEFA Europa League            | Play-off           | Metalurh Donetsk         | 2–2              | 3–2 (AET)        | 5-4              |
| 2009–10          | UEFA Europa League            | Grupo L            | Athletic Club            | 0–3              | 0–3              |                  |
| 2009–10          | UEFA Europa League            | Grupo L            | Nacional                 | 1–1              | 1–5              |                  |
| 2009–10          | UEFA Europa League            | Grupo L            | Werder Bremen            | 2–2              | 0–2              |                  |
| 2010–11          | UEFA Europa League            | 2.ª Clasificatoria | Široki Brijeg            | 2–2              | 1–0              | 3-2              |
| 2010–11          | UEFA Europa League            | 3.ª Clasificatoria | Ruch Chorzów             | 3–1              | 3–0              | 6-1              |
| 2010–11          | UEFA Europa League            | Play-off           | Aris                     | 1–1              | 0–1              | 1-2              |
| 2011–12          | UEFA Europa League            | 2.ª Clasificatoria | Rudar Pljevlja           | 2–0              | 3–0              | 5-0              |
| 2011–12          | UEFA Europa League            | 3.ª Clasificatoria | Olimpija Ljubljana       | 3–2              | 1–1              | 4-3              |
| 2011–12          | UEFA Europa League            | Play-off           | Gaz Metan Mediaș         | 3–1              | 0–1              | 3-2              |
| 2011–12          | UEFA Europa League            | Grupo G            | Metalist Járkov          | 1–2              | 1–4              |                  |
| 2011–12          | UEFA Europa League            | Grupo G            | AZ                       | 2–2              | 2–2              |                  |
| 2011–12          | UEFA Europa League            | Grupo G            | Malmö FF                 | 2–0              | 2–1              |                  |
| 2013–14          | UEFA Champions League         | 3.ª Clasificatoria | FH                       | 1–0              | 0–0              | 1-0              |
| 2013–14          | UEFA Champions League         | Play-off           | Dinamo Zagreb            | 2–3              | 2–0              | 4-3              |
| 2013–14          | UEFA Champions League         | Grupo G            | Porto                    | 0–1              | 1–1              |                  |
| 2013–14          | UEFA Champions League         | Grupo G            | Atlético Madrid          | 0–3              | 0–4              |                  |
| 2013–14          | UEFA Champions League         | Grupo G            | Zenit Saint Petersburg   | 4–1              | 0–0              |                  |
| 2016–17          | UEFA Europa League            | 2.ª Clasificatoria | Kukësi                   | 1–0              | 4–1              | 5-1              |
| 2016–17          | UEFA Europa League            | 3.ª Clasificatoria | Spartak Trnava           | 0–1              | 1–0 (5–4 p)      | 1-1              |
| 2016–17          | UEFA Europa League            | Play-off           | Rosenborg                | 2–1              | 2–1              | 4-2              |
| 2016–17          | UEFA Europa League            | Grupo E            | Astra Giurgiu            | 1–2              | 3–2              |                  |
| 2016–17          | UEFA Europa League            | Grupo E            | Viktoria Plzeň           | 0–0              | 2–3              |                  |
| 2016–17          | UEFA Europa League            | Grupo E            | Roma                     | 2–4              | 3–3              |                  |
| 2017–18          | UEFA Europa League            | 3.ª Clasificatoria | AEL Limassol             | 0–0              | 2–1              | 2-1              |
| 2017–18          | UEFA Europa League            | Play-off           | Osijek                   | 0–1              | 2–1              | 2-2              |
| 2017–18          | UEFA Europa League            | Grupo D            | Milan                    | 1–5              | 1–5              |                  |
| 2017–18          | UEFA Europa League            | Grupo D            | AEK Athens               | 0–0              | 2–2              |                  |
| 2017–18          | UEFA Europa League            | Grupo D            | Rijeka                   | 1–3              | 4–1              |                  |
| 2019–20          | UEFA Europa League            | 3.ª Clasificatoria | Apollon Limassol         | 1–2              | 1–3              | 2-5              |
| 2021–22          | UEFA Europa Conference League | 2.ª Clasificatoria | Breiðablik               | 1–1              | 1–2              | 2-3              |
| 2022–23          | UEFA Europa League            | Play-off           | Fenerbahçe               | 0–2              | 1–4              | 1-6              |
| 2022–23          | UEFA Europa Conference League | Grupo C            | Villarreal               | 0–1              | 0–5              |                  |
| 2022–23          | UEFA Europa Conference League | Grupo C            | Hapoel Be'er Sheva       | 0–0              | 0–4              |                  |
| 2022–23          | UEFA Europa Conference League | Grupo C            | Lech Poznań              | 1–1              | 1–4              |                  |
| 2023–24          | UEFA Europa Conference League | 2° Clasificatoria  | Borac Banja Luka         | 1–0              | 2–1              | 3-1              |
| 2023–24          | UEFA Europa Conference League | 3° Clasificatoria  | Legia Warsaw             | 3–5              | 2–1              | 5-6              |
| 2024-25          | UEFA Europa Conference League | 2.ª Clasificatoria | Ilves                    | 4-3 (4-5 p)      | 1–2              | 5-5              |

## Palmarés

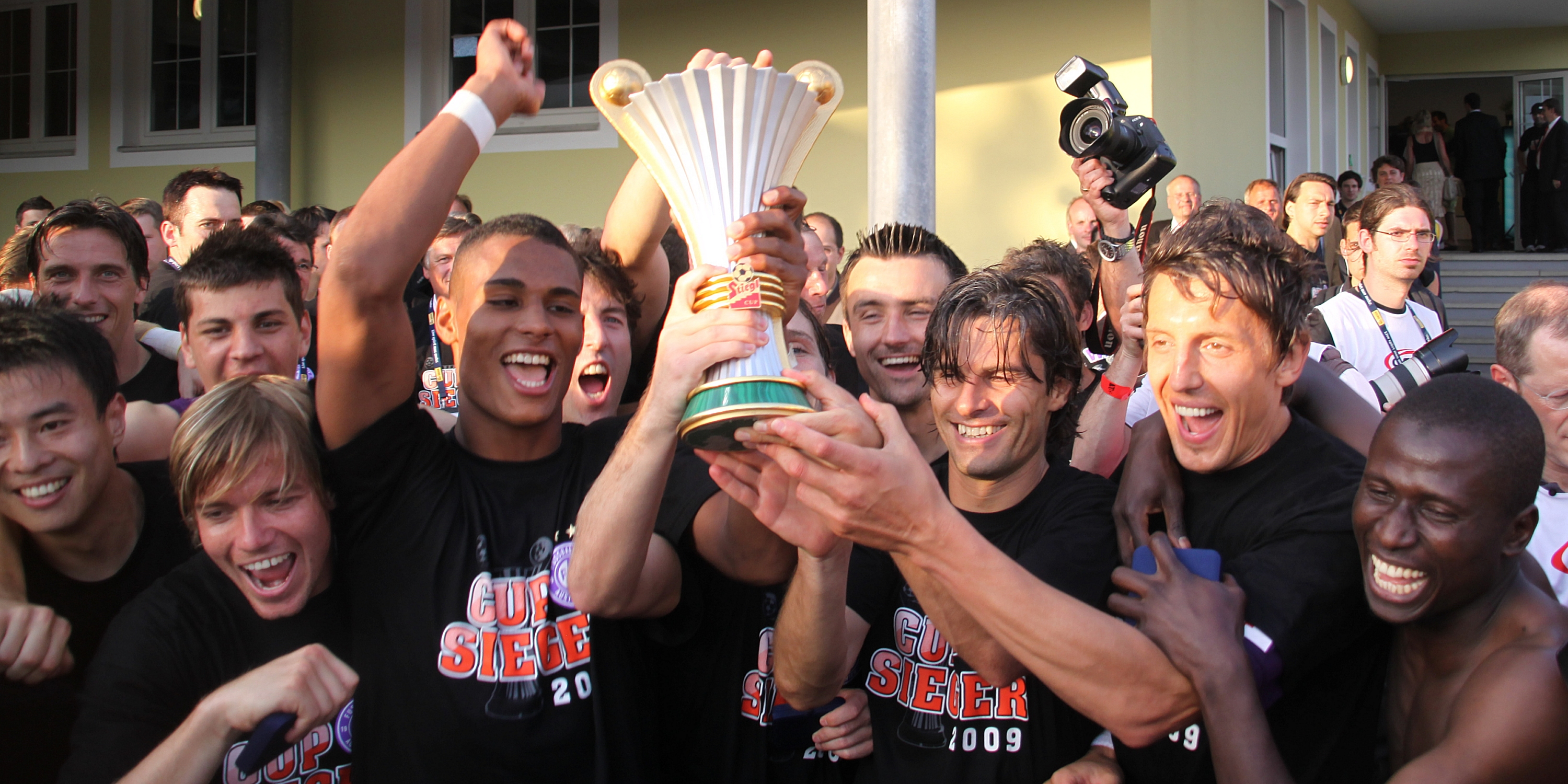
La plantilla del Austria Viena en plena celebración de la Copa de Austria de 2009.

### Torneos nacionales
- Bundesliga de Austria (24): 1923–24, 1925–26, 1948–49, 1949–50; 1952–53, 1960–61, 1961–62, 1962–63; 1968–69, 1969–70, 1975–76, 1977–78, 1978–79, 1979–80, 1980–81, 1983–84, 1984–85, 1985–86, 1990–91, 1991–92, 1992–93, 2002–03, 2005–06, 2012–13.

Subcampeón (19): 1919-20, 1920-21, 1922-23, 1924-25, 1936-37, 1945-46, 1951-52, 1953-54, 1963-64, 1971-72, 1981-82, 1982-83, 1986-87, 1987-88, 1989-90, 1993-94, 2003-04, 2009-10.
- Copa de Austria (27): 1921, 1924, 1925, 1926, 1933, 1935, 1936, 1948, 1949, 1960, 1962, 1963, 1967, 1971, 1974, 1977, 1980, 1982, 1986, 1990, 1992, 1994, 2003, 2005, 2006, 2007, 2009.

Subcampeón (11): 1920, 1922, 1927, 1930, 1931, 1947, 1964, 1984, 1985, 2004, 2013.
- Supercopa de Austria (6): 1990, 1991, 1992, 1993, 2003, 2004.

- Copa de Viena (2): 1948, 1949.

### Torneos internacionales
- Subcampeón de la Recopa de Europa de la UEFA (1): 1977-78.

### Torneos amistosos
- Copa Mitropa (2): 1933, 1936.

## Entrenadores
La siguiente es una lista actualizada de los entrenadores del club:
- Jimmy Hogan (1911–12)
- Hugo Meisl (1912–13)
- Jimmy Hogan (1913–14)
- Desconocido (1914-1919)
- Johann Andres (1919–21)
- Gustav Lanzer (1922–27)
- Robert Lang (1928–30)
- Karl Kurz (1930–31)
- Rudolf Seidl (1931–32)
- Karl Schrott (1933)
- Josef Blum (1933–35)
- Jenő Konrád (1935–36)
- Walter Nausch (1936–37)
- Matthias Sindelar (1937–38)
- Josef Schneider (1939–40)
- Karl Schneider (1941–42)
- Desconocido (1943–45)
- Karl Geyer (1945)
- Heinrich Müller (1946–54)
- Walter Nausch (1954–55)
- Leopold Vogl (1956–57)
- Karl Adamek (1957–58)
- Josef Smistik (1958–59)
- Walter Probst (1959–60)
- Karl Schlechta (1960–62)
- Eduard Frühwirth (1962–64)
- Ernst Ocwirk (1 jul 1965 – 30 jun 1970)
- Heinrich "Wudi" Müller (1 jul 1971 – 30 jun 1972)
- Karl Stotz (1 jun 1972 – 15 mar 1973)
- Béla Guttmann (16 mar 1973 – 31 may 1973)
- Josef Pecanka (1973–74)
- Josef Argauer (1974)
- Robert Dienst (1974–75)
- Johann Löser (1 ene 1975 – 30 jun 1975)
- Karl Stotz (1 jul 1975 – 30 jun 1977)
- Hermann Stessl (1 jul 1977 – 31 may 1979)
- Erich Hof (1 jul 1979 – 31 mar 1982)
- Václav Halama (1 abr 1982 – 30 jun 1984)
- Thomas Parits (1 jul 1984 – 30 jun 1985)
- Hermann Stessl (1 jul 1985 – 30 jun 1986)
- Thomas Parits (1 jul 1986 – 30 jun 1987)
- Karl Stotz (1 jul 1987 – 11 Oct 1987)
- Ferdinand Janotka (12 oct 1987 – 30 jun 1988)
- August Starek (1 jul 1988 – 17 nov 1988)
- Robert Sara (17 nov 1988 – 31 dic 1988)
- Erich Hof (1 ene 1989 – 28 mar 1990)
- Herbert Prohaska (28 mar 1990 – 9 jun 1992)
- Hermann Stessl (1 jul 1992 – 31 may 1993)
- Josef Hickersberger (1 jul 1993 – 30 jun 1994)
- Egon Coordes (1 jul 1994 – 30 jun 1995)
- Horst Hrubesch (1 jul 1995 – 30 jun 1996)
- Walter Skocik (1 jul 1996 – 15 abr 1997)
- Wolfgang Frank (26 abr 1997 – 8 abr 1998)
- Robert Sara (interino) (9 abr 1998 – 17 may 1998)
- Zdenko Verdenik (17 may 1998 – 2 abr 1999)
- Friedrich Koncilia (interino) (2 abr 1999 – 30 may 1999)
- Herbert Prohaska (1 jun 1999 – 3 may 2000)
- Ernst Baumeister (interino) (3 may 2000 – 31 may 2000)
- Heinz Hochhauser (1 jun 2000 – 12 mar 2001)
- Arie Haan (12 mar 2001 – 13 ago 2001)
- Anton Pfeffer (12 ago 2001 – 21 dic 2001)
- Walter Hörmann (14 ago 2001 – 31 dic 2001)
- Dietmar Constantini (interino) (1 ene 2002 – 31 may 2002)
- Walter Schachner (1 jul 2002 – 4 oct 2002)
- Christoph Daum (4 oct 2002 – 30 jun 2003)
- Joachim Löw (1 jul 2003 – 24 mar 2004)
- Lars Søndergaard (mar 2004 – may 2005)
- Peter Stöger (6 may 2005 – 31 dic 2005)
- Frank Schinkels (1 ene 2006 – 23 Oct 2006)
- Georg Zellhofer (23 oct 2006 – 19 mar 2008)
- Dietmar Constantini (interino) (19 mar 2008 – 26 abr 2008)
- Karl Daxbacher (21 may 2008 – 21 dic 2011)
- Ivica Vastić (21 dic 2011 – 21 may 2012)
- Peter Stöger (11 jun 2012 – 18 jun 2013)
- Nenad Bjelica (17 jun 2013 – 16 feb 2014)
- Herbert Gager (interino) (16 feb 2014 – 16 may 2014)
- Gerald Baumgartner (1 jun 2014 – 22 mar 2015)
- Andreas Ogris (22 mar 2015 – 30 jun 2015)
- Thorsten Fink (1 jul 2015 – 25 feb 2018)
- Thomas Letsch (27 feb 2018 – 11 mar 2019)
- Robert Ibertsberger (11 mar 2019 – 30 jun 2019)
- Christian Ilzer (1 jul 2019 – 17 jul 2020)
- Peter Stöger (31 jul 2020 – 30 jun 2021)
- Manfred Schmid (1 jul 2021 – 2022)
- Michael Wimmer (2022 – 2024)
- Christian Wegleitner (interino) (mayo 2024 – junio 2024)
- Stephan Helm (junio 2024 -presente)